# Peter Guthrie Tait
Peter Guthrie Tait, född den 28 april 1831 i Dalkeith vid Edinburgh, död den 4 juli 1901 i Edinburgh, var en skotsk fysiker.
Tait studerade i Cambridge, där han blev fellow i Saint Peter's College 1852. Han utnämndes 1854 till professor i matematik vid universitetet i Belfast samt 1860 till professor i fysik (natural philosophy) vid universitetet i Edinburgh. Tait blev Fellow of the Royal Society of Edinburgh 1860. Han tilldelades Keithmedaljen 1871 och Royal Medal 1886. Tait skrev ett stort antal avhandlingar i matematik, mekanik och fysik, bland vilka de viktigaste behandlar termoelektriska fenomen, vätskors sammantrycklighet och den kinetiska gasteorin. Mest känd är Tait genom sina förtjänstfulla sammanfattande arbeten, bland vilka de främsta är Elementary treatise on quaternions (1867; 2:a upplagan 1873) och den utomordentligt inflytelserika, länge som lärobok vid universiteten, även i Sverige, allmänt begagnade Treatise on natural philosophy (tillsammans med William Thomson, 1867, 2:a upplagan 1879) samt Lectures on some recent advances in physical science (1876; 3:e upplagan 1885). Andra viktiga arbeten av honom är Dynamics of a particle (tillsammans med William John Steele, 1856; 6:e upplagan 1889), Dynamics (1895), Volumetric relations of ozone (tillsammans med Thomas Andrews, 1860), Sketch of thermodynamics (1868; 2:a upplagan 1877), Introduction to quaternions (tillsammans med Philip Kelland, 1873; 2:a upplagan 1881), The unseen universe (tillsammans med Balfour Stewart, 1875; 10:e upplagan 1881), Light (1885; 2:a upplagan 1889), Heat (1884; 2:a upplagan 1892) samt samlade avhandlingar i Scientific papers (3 volymer 1898 och 1900). För Challengerexpeditionens verk skrev han en avdelning om vattnets fysikaliska egenskaper.